# Псалом 112
Псалом 112 (у масоретській нумерації — 113) — 112-й псалом Книги псалмів. Латиною псалом відомий своїм інципітом «Laudate pueri Dominum».
Псалом 112 є регулярною частиною єврейських, католицьких, англіканських та протестантських літургій. У юдаїзмі він є першим із шести псалмів, які входять до молитви Галель — молитви прослави і подяки, яку читають на свято Рош Ходеш (перший день єврейського місяця) та свята Ізраїлю. У католицизмі псалом включиний до вечірніх Богослужінь. Він був часто покладений на музику, наприклад, Клаудіо Монтеверді «Vespro della Beata Vergine» — твір, написаний на основі псалому (1610).

## Текст
| Вірш | Гебрейська мова                          | Давньогрецька мова (Септуаґінта)                                   | Латинська мова (Вульгата)                                        | Українська мова (Переклад Хоменка)                             |
| ---- | ---------------------------------------- | ------------------------------------------------------------------ | ---------------------------------------------------------------- | -------------------------------------------------------------- |
| 1    | הַֽלְלוּיָ֨הּ \| הַֽ֖לְלוּ עַבְדֵ֣י יְהֹוָ֑ה הַֽ֜לְלוּ אֶת־שֵׁ֥ם יְהֹוָֽה | Αλληλουια. Αἰνεῖτε, παῖδες, κύριον, αἰνεῖτε τὸ ὄνομα κυρίου·       | Alleluja. [Laudate, pueri, Dominum; laudate nomen Domini.        | Алилуя. Хваліте, слуги Господні, хваліте ім'я Господнє.        |
| 2    | יְהִ֚י שֵׁ֣ם יְהֹוָ֣ה מְבֹרָ֑ךְ מֵֽ֜עַתָּ֗ה וְעַד־עוֹלָֽם           | εἴη τὸ ὄνομα κυρίου εὐλογημένον ἀπὸ τοῦ νῦν καὶ ἕως τοῦ αἰῶνος·    | Sit nomen Domini benedictum ex hoc nunc et usque in sæculum.     | Нехай ім'я Господнє буде благословенне віднині і повіки.       |
| 3    | מִמִּזְרַח־שֶׁ֥מֶשׁ עַד־מְבוֹא֑וֹ מְ֜הֻלָּ֗ל שֵׁ֣ם יְהֹוָֽה          | ἀπὸ ἀνατολῶν ἡλίου μέχρι δυσμῶν αἰνεῖτε τὸ ὄνομα κυρίου.           | A solis ortu usque ad occasum laudabile nomen Domini.            | Від сходу сонця до його заходу хвальне ім'я Господнє.          |
| 4    | רָ֖ם עַל־כָּל־גּוֹיִ֥ם \| יְהֹוָ֑ה עַ֖ל הַשָּׁמַ֣יִם כְּבוֹדֽוֹ     | ὑψηλὸς ἐπὶ πάντα τὰ ἔθνη ὁ κύριος, ἐπὶ τοὺς οὐρανοὺς ἡ δόξα αὐτοῦ. | Excelsus super omnes gentes Dominus, et super cælos gloria ejus. | Високий над усіма народами Господь, над небесами його слава.   |
| 5    | מִי כַּֽיהֹוָ֣ה אֱלֹהֵ֑ינוּ הַמַּגְבִּיהִ֥י לָשָֽׁבֶת             | τίς ὡς κύριος ὁ θεὸς ἡμῶν ὁ ἐν ὑψηλοῖς κατοικῶν                    | Quis sicut Dominus Deus noster, qui in altis habitat,            | Хто, як Господь, Бог наш, що возсідае на престолі,             |
| 6    | הַמַּשְׁפִּילִ֥י לִרְא֑וֹת בַּשָּׁמַ֥יִם וּבָאָֽרֶץ                | καὶ τὰ ταπεινὰ ἐφορῶν ἐν τῷ οὐρανῷ καὶ ἐν τῇ γῇ;                   | et humilia respicit in cælo et in terra?                         | що дивиться униз, на небо і на землю?                          |
| 7    | מְקִימִ֣י מֵֽעָפָ֣ר דָּ֑ל מֵֽ֜אַשְׁפֹּ֗ת יָרִ֥ים אֶבְיֽוֹן           | ὁ ἐγείρων ἀπὸ γῆς πτωχὸν καὶ ἀπὸ κοπρίας ἀνυψῶν πένητα             | Suscitans a terra inopem, et de stercore erigens pauperem:       | Що піднімає з пороху злиденного, що з гною бідного підносить,  |
| 8    | לְהֽוֹשִׁיבִ֥י עִם־נְדִיבִ֑ים עִ֜֗ם נְדִיבֵ֥י עַמּֽוֹ           | τοῦ καθίσαι αὐτὸν μετὰ ἀρχόντων, μετὰ ἀρχόντων λαοῦ αὐτοῦ·         | ut collocet eum cum principibus, cum principibus populi sui.     | щоб посадити його з вельможами, з вельможами народу свого.     |
| 9    | מֽוֹשִׁיבִ֨י \| עֲקֶ֬רֶת הַבַּ֗יִת אֵֽם־הַבָּנִ֥ים שְׂמֵחָ֗ה הַֽלְלוּיָֽהּ | ὁ κατοικίζων στεῖραν ἐν οἴκῳ μητέρα τέκνων εὐφραινομένην.          | Qui habitare facit sterilem in domo, matrem filiorum lætantem.]  | Дає неплідній жити в хаті, зробивши з неї щасливу дітей матір. |

## Літургійне використання

### Юдаїзм
- Псалом 112 є одним із шести псалмів (113–118), на основі яких написана молитва Галель. У дні читання молитви Галель цей псалом читають повністю.
- Він є також однією із так званих Єгипетських молитов Галель, імовірно написаних царем Давидом.
- Вірш 2 є частиною вечірньої молитви Маарів, а також присутній у повторенні молитви «Аміда» під час святкування Рош Гашана.

### Католицька церква
У католицизмі псалом включений до вечірніх Богослужінь.

## Використання у музиці
Цей псалом був часто покладений на музику, так як він належить до псалмів, які включені на вечірні Богослужіння. Традиційно твори були покладені на музику латиною як «Laudate pueri Dominum». Клаудіо Монтеверді написав композицію «Vespro della Beata Vergine», яка була опублікована в 1610 році. Вольфганг Амадей Моцарт використав текс псалому в двох композиціях для вечірніх: «Vesperae solennes de Dominica», K. 321 та «Vesperae solennes de confessore», K. 339.
Окремі композиції псалому включають п’ять творів, написаних Антоніо Вівальді, RV 600–603. Георг Фрідріх Гендель поклав цей псалом на музику двічі: твір у фа мажорі, який є його найбільш ранньою композицією, можливо, написаною ще в 1701/02 рр. у Галле, HWV 236 та твір, написаний у ре мажорі у Римі в 1707 році, HWV 237. У 1830 році Фелікс Мендельсон поклав на музику псалом як один із трьох мотетів для жіночого хору і органу, Op. 39, No. 2.